# Université de Beppu
L'université de Beppu (別府大学, Beppu daigaku) est une université privée de la préfecture d'Ōita au Japon. Elle possède deux campus dans les villes de Beppu et Ōita respectivement. L'établissement prédécesseur, fondé en 1908, est homologué comme université en 1954.